# Johannes Daubert
Johannes Wilhelm Erich Philipp Daubert (* 8. Juni 1877 in Braunschweig; † 11. Dezember 1947 in Attenhofen, Landkreis Kelheim) war ein deutscher Philosoph.

## Leben
Johannes Daubert wurde als Sohn des Kürschnermeisters und späteren Konservenfabrikanten Johann Heinrich Daubert und dessen Frau Alwine Wilhelmine Marie geb. Wehage geboren. Nach dem 1896 am Wilhelm-Gymnasium in Braunschweig bestandenen Abitur begann er im Herbst desselben Jahres in Göttingen das Studium der Philosophie und der Neueren Sprachen. Im Sommer 1898 setzte er sein Philosophie-Studium zunächst in Leipzig fort (u. a. bei Wilhelm Wundt), bevor er im Winter 1898/99 nach München ging und dort v. a. bei Theodor Lipps und Alexander Pfänder hörte, mit dem er philosophische Diskussionen führte und engere Bekanntschaft schloss. Durch seinen Besuch bei Edmund Husserl 1902 stellte Daubert den Kontakt zwischen dem Göttinger Philosophen und den Münchner Schülern von Lipps her, der schließlich zum Entstehen der phänomenologischen Bewegung führte. Daubert, der zeit seines Lebens keine Zeile veröffentlichte und auch seine Promotion (bei Lipps) nicht zum Abschluss brachte, lebte vor dem Ersten Weltkrieg als Privatgelehrter in München, wo er zu einer maßgeblichen Figur des dortigen Phänomenologen-Kreises wurde. Nach dem Krieg war er als selbständiger Landwirt tätig (Gut Kuchenried, Freidlhof in Attenhofen bei Mainburg) und trat, auch wenn aus dieser Zeit noch einige Studien überliefert sind (u. a. zur Phänomenologie der Evidenz), als Philosoph nicht mehr in Erscheinung.
In seinem Nachlass, der unter der Signatur „Daubertiana“ in der Bayerischen Staatsbibliothek aufbewahrt wird, befinden sich v. a. Vorlesungsnachschriften (Th. Lipps, A. Pfänder, R. Vischer), Notizen sowie Studien und Abhandlungen, die seinen Ansprüchen nie genügten und daher unveröffentlicht blieben. Dies gilt auch für seinen in den Jahren 1911/12 verfassten Aufsatz zur „Phänomenologie der Frage“, der ursprünglich als Beitrag zu Band 1 von Husserls Jahrbuch für Philosophie und phänomenologische Forschung geplant gewesen war. Weniger auf schriftlichem Wege denn durch persönliche Diskussionen hat Daubert auch auf die Entstehung von Adolf Reinachs „Theorie der sozialen Akte“ Einfluss genommen und mit diesem zusammen bereits zu Beginn des Jahrhunderts Einsichten in den Handlungscharakter von Sprache gewonnen, die von dem englischen Philosophen John L. Austin erst in den 50er Jahren wiederholt und zur sog. Sprechakttheorie ausgearbeitet worden sind. Erste Spuren einer Konzeption der Sprache als Form des sozialen Handelns finden sich bei Daubert bereits in Texten aus dem Jahre 1904. Seine Nähe zu Reinach hat Daubert nicht gehindert, sich kritisch mit dessen Theorie des (negativen) Urteils, insbesondere mit dem Begriff des Sachverhalts auseinanderzusetzen: Für ihn sind Sachverhalte keine realitäts- und urteilsunabhängig bestehenden Sätze, die mögliche Tatsachen ausdrücken und daher wahr oder falsch sein können. Auch verdankt sich für ihn das negative Urteil nicht, wie bei Reinach, der Überzeugung von der Existenz eines negativen Sachverhalts, sondern dem (durch Kenntnis und Kenntnisinteresse motivierten) Akt des Negierens eines positiven.